# Umred
Umred (o Umrer) è una città dell'India di 49.573 abitanti, situata nel distretto di Nagpur, nello stato federato del Maharashtra. In base al numero di abitanti la città rientra nella classe III (da 20.000 a 49.999 persone).

## Geografia fisica
La città è situata a 20° 51' 0 N e 79° 19' 60 E e ha un'altitudine di 279 m s.l.m..

## Società

### Evoluzione demografica
Al censimento del 2001 la popolazione di Umred assommava a 49.573 persone, delle quali 25.448 maschi e 24.125 femmine. I bambini di età inferiore o uguale ai sei anni assommavano a 6.085, dei quali 3.226 maschi e 2.859 femmine. Infine, coloro che erano in grado di saper almeno leggere e scrivere erano 36.947, dei quali 20.579 maschi e 16.368 femmine.